# 斯泰扎诺
斯泰扎诺（義大利語：Stezzano），是意大利贝加莫省的一个市镇。总面积9.25平方公里，人口12613人，人口密度1363.6人/平方公里（2009年）。国家统计（ISTAT）代码为016207。